# ییرژی کاوان
ییژی کاوان (چکی: Jiří Kavan; ۱۱ دسامبر ۱۹۴۳ – ۱۴ ژوئن ۲۰۱۰) بازیکن هندبال اهل چکسلواکی بود.